# FilmEngine
FilmEngine (gör affärer som FilmEngine Entertainment) är ett amerikanskt oberoende underhållningsföretag baserat i Beverly Hills, Kalifornien, som sysslar med produktion och finansiering av filmer, som grundades 2001 av producenten Anthony Rhulen med William Shively och A.J. Dix.

## Vald filmografi
- The Real Cancun (2003) (distribueras av New Line Cinema)
- The Butterfly Effect (2004) (distribueras av New Line Cinema)
- Raise Your Voice (2004) (distribueras av New Line Cinema)
- Lucky Number Slevin (2006) (distribueras av Metro-Goldwyn-Mayer i USA, Alliance Atlantis i Kanada och Entertainment Film Distributors i Storbritannien)
- The Butterfly Effect 2 (2006) (distribueras av New Line Cinema)
- Butterfly Effect: Revelation (2009) (distribueras av After Dark Films och Lionsgate Films)
- The Rum Diary (2011) (distribueras av FilmDistrict i USA[4])